# Idmidronea atlantica
Idmidronea atlantica är en mossdjursart som först beskrevs av Forbes, in Johnston 1847.  Idmidronea atlantica ingår i släktet Idmidronea och familjen Tubuliporidae. Arten är reproducerande i Sverige. Inga underarter finns listade i Catalogue of Life.